# Nephelomys
Nephelomys é um gênero de roedor da família Cricetidae. Ocorre na Cordilheira dos Andes da Bolívia a Venezuela, se estendendo até as montanhas da Costa Rica. Musser e Carleton (2005) incluíram as espécies no gênero Oryzomys, entretanto, estudos cladísticos demonstraram uma maior relação das espécies com os gêneros Euryoryzomys, Transandinomys, Hylaeamys, Oecomys e Handleyomys.

## Espécies
- Nephelomys albigularis (Tomes, 1860)
- Nephelomys auriventer (Thomas, 1899)
- Nephelomys caracolus (Thomas, 1914)
- Nephelomys childi (Thomas, 1895)
- Nephelomys devius (Bangs, 1902)
- Nephelomys keaysi (J.A. Allen, 1900)
- Nephelomys levipes (Thomas, 1902)
- Nephelomys meridensis (Thomas, 1894)
- Nephelomys moerex (Thomas, 1914)
- Nephelomys nimbosus (Anthony, 1926)
- Nephelomys pectoralis (J.A. Allen, 1912)
- Nephelomys pirrensis (Goldman, 1913)